# Czernidłówka pierścieniopora
Czernidłówka pierścieniopora (Coprinopsis annulopora (Enderle) P. Specht & H. Schub.) – gatunek grzybów należący do rodziny kruchaweczkowatych (Psathyrellaceae).

## Systematyka
Pozycja w klasyfikacji według Index Fungorum: Coprinopsis, Psathyrellaceae, Agaricales, Agaricomycetidae, Agaricomycetes, Agaricomycotina, Basidiomycota, Fungi.
Po raz pierwszy opisał go w 2004 r. Manfred Enderle, nadając mu nazwę Coprinus annuloporus. W 2013 r. Peter Specht i Hartmut Schubert przenieśli go do rodzaju Coprinopsis. Polską nazwę czernidłówka pierścienipora zarekomendowała w 2025 roku Komisja ds. Polskiego Nazewnictwa Grzybów przy Polskim Towarzystwie Mykologicznym.

## Morfologia
Kapelusz
O średnicy do 70 mm (po rozpostarciu), młode okazy dzwonkowate, prawie kuliste do cylindrycznych, dojrzałe szeroko dzwonkowate. Powierzchnia biaława do jasnoszarej, środek ochrowożółty z niewyraźnymi, brązowawymi łuseczkami. Brzeg kapelusza wskutek autolizy ząbkowany. Pozostałości osłony w postaci strzępków o barwie od brudnobiałej do szarej.
Trzon
Wysokość do 150 mm, grubość do 15 mm, prosty, pusty, białawy.
Cechy mikroskopowe
Bazydiospory 11,0–14,5 × 7,5–8,5 μm, elipsoidalne do nieco migdałowatych, bardzo ciemne, z wyraźną porą rostkową otoczoną pierścieniowatym kołnierzykiem. Podstawki 28–35 × 8–12 μm, 4-zarodnikowe. Cheilocystydy prawie kuliste, maczugowate do prawie maczugowatych, 40–100 × 30–55 μm. Pleurocystydy prawie cylindryczne, zgrubiałe do butelkowatych 50–130 × 35–60 μm. Osłona składa się ze strzępek o kształcie od cylindrycznego do szeroko wrzecionowatego, do 280 × 25 μm, szklistych, nieco zwężonych w przegrodach. Obecne sprzążki.
Gatunki podobne
Podobne są czernidłówka szarawa (Coprinopsis cinerea) i czernidłówka wełnistotrzonowa (Coprinopsis macrocephala), ale są znacznie cieńsze. Typowa czernidłówka wełnistotrzonowa wytwarza mniejsze bazydiokarpy i większe, prawie cylindryczne zarodniki. Pierścieniowatą porę rostkową mają również niektóre okazy czernidłówki szarawej, jednak nie wszyscy autorzy to zauważają, ponadto pierścień w porach rostkowych czernidłówki szarawej jest mniej wyraźny i występuje tylko w niektórych kolekcjach, a nie we wszystkich zarodnikach. Kołnierze te mają tendencję do odrywania się od zarodników i unoszenia się w preparacie podczas badania mikroskopowego, zwłaszcza gdy próbki zostały przygotowane z wysuszonego materiału. Nie występuje to u czernidłówki pierścienioporej, która wytwarza trwałe kołnierze na wszystkich zarodnikach.

## Występowanie
Podano jego występowanie w niektórych krajach Europy. Brak go w opracowanej w 2003 roku przez Władysława Wojewodę „Krytycznej liście wielkoowocnikowych grzybów podstawkowych Polski”, ale podano jego stanowiska w późniejszych latach.
Saprotrof, grzyb koprofilny żyjący na łajnie i na oborniku.